# Famille Narychkine
Cette page explique l’histoire ou répertorie les différents membres de la famille Narychkine.

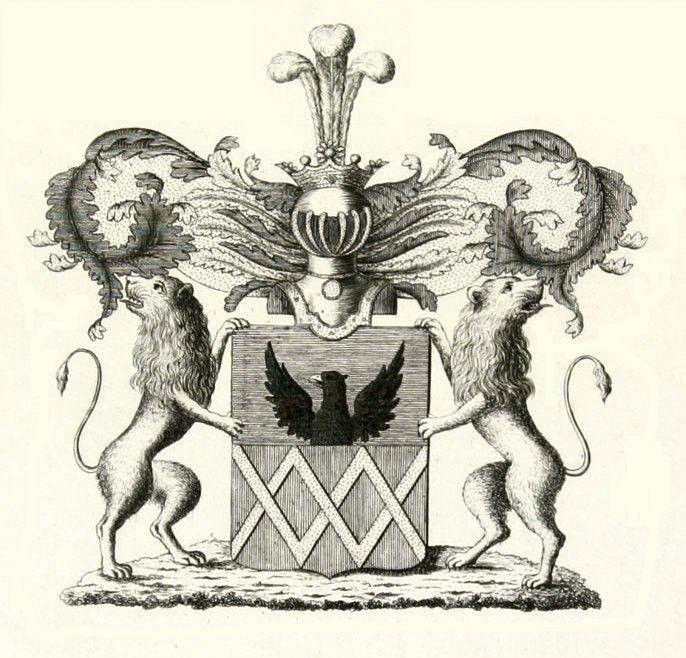
Armes de la maison Narychkine.

La famille Narychkine (Нарышкин en russe) est une illustre famille russe noble, alliée à la maison régnante, le tsar Alexis Ier ayant épousé en 1671 Nathalie Narychkine, jeune fille d'une ancienne famille de boyards et d'une grande beauté, qui devint mère de Pierre le Grand. La famille refusa le titre de prince, se considérant supérieure aux familles princières russes. Néanmoins elle porta parfois à l'étranger le titre de prince, qui ne lui était pas nécessaire en Russie, tant elle était connue. 
Persécutée sous la régence de Sophie Alexeïevna, la famille Narychkine jouit au contraire de toute la faveur de Pierre le Grand et de ses descendants.

## Quelques membres de la famille

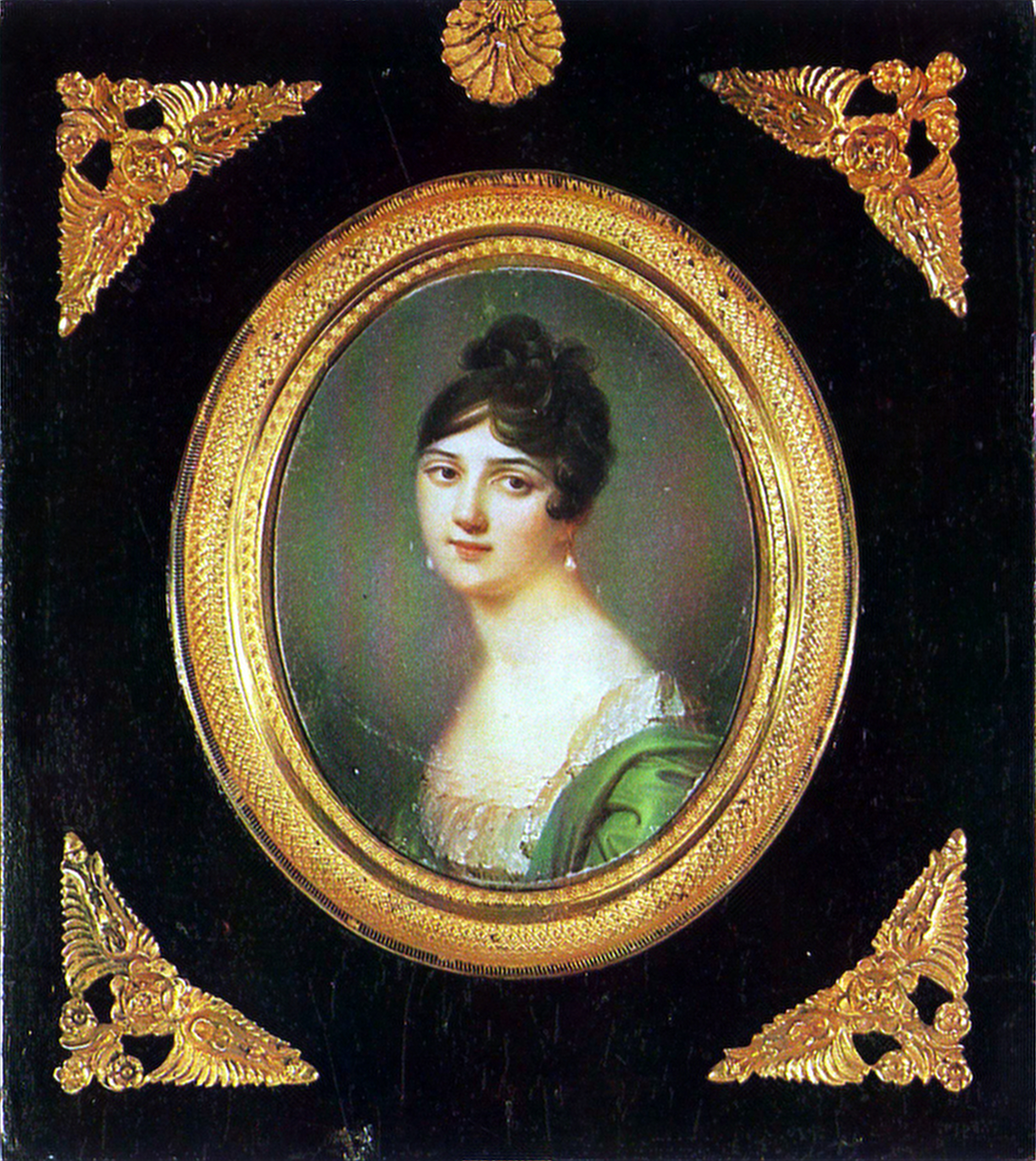
Portrait de la princesse Marie Narychkine, maîtresse d'Alexandre Ier de Russie par Johann Dominik Bossi.

- Nathalie Narychkine (1651-1694), épouse d'Alexis Ier de Russie, mère de Pierre le Grand, tsarine de Russie de 1671 à 1676.
- Lev Kirillovitch Narychkine (1664-1705), frère de la précédente, diplomate russe
- Kirill Alexeïevitch Narychkine (1670-1723), Oberkommandant de Pskov et de Dorpat de 1704 à 1710, commandant de Saint-Pétersbourg de 1710 à 1716, gouverneur de Moscou de 1716 à 1719.
- Semion Kirillovitch Narychkine : (1710-1775), fils du précédent, chambellan, des rumeurs circulèrent à la Cour impériale sur une possible liaison avec l'impératrice Élisabeth Ire de Russie, ambassadeur, il épousa Maria Pavlovna Balk-Poleva (1728-1793)
- Alexis Vassilievitch Narychkine (1742-1800), chambellan et à partir de 1773, diplomate, homme de lettres, ami de Denis Diderot auquel il offre d'ailleurs l'hospitalité lors de son séjour à Saint-Pétersbourg, dans son hôtel particulier, place Saint-Isaac, n° 8.
- Alexandre Lvovitch Narychkine, (1760-1826). Mort à Paris, fut l'ami de l'empereur Paul Ier, qui l'appelait son oncle ; il réunit les fonctions de grand chambellan, de chancelier et de grand maréchal de la noblesse. Longtemps chargé de la direction des théâtres, il attira à Saint-Pétersbourg les premiers artistes d'Europe, surtout les artistes français.
- Marie Narychkine (1779-1854), née princesse Sviatopolsk-Tchetvertinsky, maîtresse d'Alexandre Ier de Russie
- Lev Alexandrovitch Narychkine (1785-1846), lieutenant-général, major-général russe, au cours des Guerres napoléoniennes, il fut l'un des commandants de l'Armée impériale de Russie. Il prit part aux batailles d'Heilsberg, Friedland, Borodino où il fut blessé à la tête, en 1812, promu au grade de capitaine, il se distingua au cours de la bataille de la Bérézina, une nouvelle fois, il fut blessé à la bataille de Leipzig
- Dimitri Vassilievitch Narychkine, (1792,1831) gouverneur de Crimée, beau-frère de la comtesse de Ségur.
- Nadejda von Knorring (1826-1895), épouse d'Alexandre Grigorievitch Narychkine (1818-1856 ou 1864), puis d'Alexandre Dumas fils, père de deux de ses filles, Colette et Jeannine Dumas.
- Dimitri Pavlovitch Narychkine (1797-1868), hôte d'Alexandre Dumas père, à Moscou, puis à Jelpatiévo,(Елпатьево (Переславский район)) à l'occasion de son voyage en Russie.
- Kirill Alexandrovitch Narychkine, membre du Conseil d'État (1834)
- Alexandre Alexeïevitch Narychkine (1839-1916), membre du Conseil d'État (1906)
- Boris Dmitrijevic Narychkine, (Oliver Tihi) peintre (1943-1996)
- Lorenzo Borisevič Narychkine (1974- ), fils de Boris Dmitrijevic Narychkine et de Maria Gabriella Miccoli di Cajano

## Le trésor de la famille Narychkine

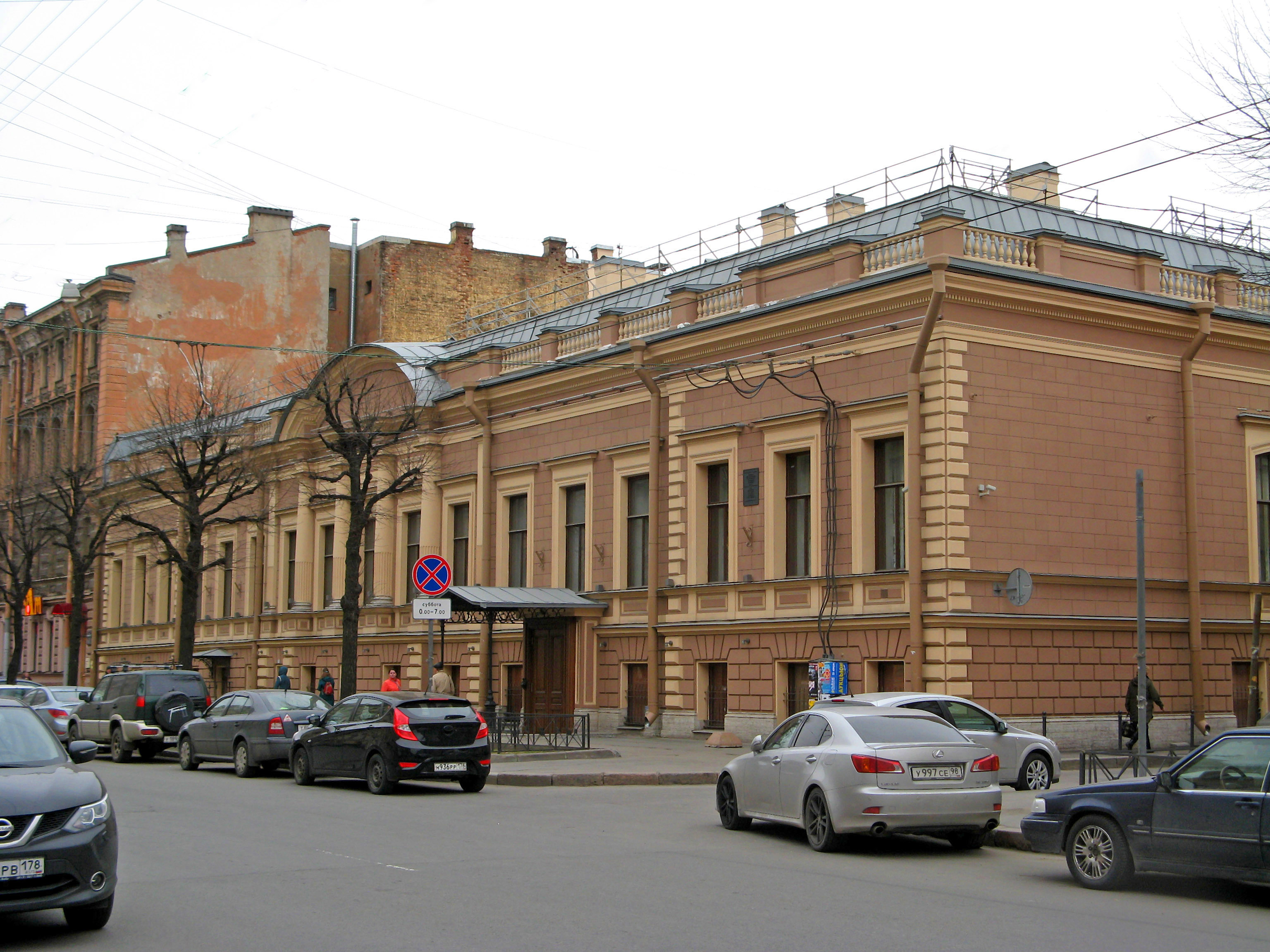
Hôtel particulier Narychkine au 29 rue Tchaïkovski, à Saint-Pétersbourg en 2015.

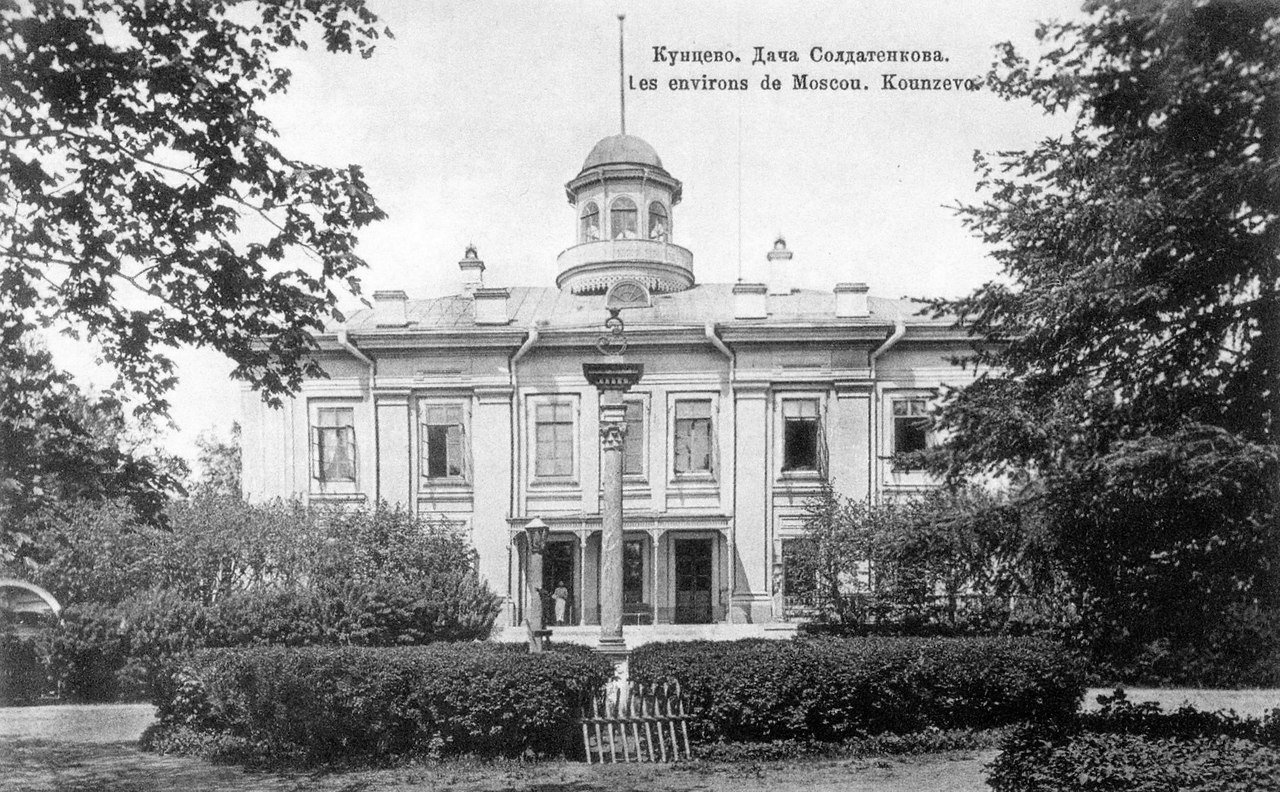
Le manoir Narychkine à Kountsevo, (district de Moscou).

Le 27 mars 2012 à Saint-Pétersbourg, lors des travaux de restauration de l'ancien hôtel particulier familial, au 29 de la rue Tchaïkovski (acheté par le prince Vassili Narychkine en 1875), le trésor familial caché dans une pièce secrète depuis l'exil de la famille en novembre 1917, a été retrouvé par hasard, par les ouvriers effectuant les travaux. Ceux-ci ont tenté de monnayer leurs découvertes, avant d'être pris en flagrant délit de vol[réf. nécessaire]. Tous les objets étaient soigneusement emballés dans des journaux datés de mars, à septembre 1917. Dans les caisses remplies d'objets précieux, se trouvaient en particulier, six services de table d'apparat, réalisés par les plus grands orfèvres russes de l'époque, dont un service de table, unique au monde, de cinq cents pièces. La plupart des objets d'art portent l'emblème des Narychkine.
Selon l'évaluation initiale effectuée, la valeur du trésor se montait à 189 millions de roubles. La valeur finale du trésor a été influencée par le fait que tous ces éléments appartiennent à une seule famille et que la provenance des objets est prouvée. Le contenu du trésor est une référence du point de vue historique : il donne une idée de la vie des familles aristocratiques et des goûts dominants de l'époque tsariste.
Une exposition de plus de trois cents des plus intéressants objets, s'est tenue à partir du 4 juin 2012 au Palais Constantin, à Saint-Pétersbourg.
Depuis le 26 mars 2019, plus de deux mille objets en argent massif et en vermeil, pesant au total 400 kilos sont exposés à Saint-Pétersbourg, au musée du Palais Catherine, à Tsarskoïe Selo. Les objets d’art exposés sont d’une grande finesse, et sont estimés à environ 2,6 millions d’euros.